# Список похороненных на Новодевичьем кладбище (Э)
Новодевичье кладбище является одним из самых известных некрополей Москвы. Оно было образовано в 1898 году вдоль южной стены Новодевичьего монастыря, где имеется дворянский некрополь XIX века. В советское время это было второе по значимости кладбище после некрополя у Кремлёвской стены. Многие могилы Новодевичьего кладбища являются объектами культурного наследия. В данной статье представлен список значимых людей, похороненных на Новодевичье кладбище, фамилии которых начинаются на букву «Э».

## Список
- Эдельштейн, Виталий Иванович (1881—1965) — учёный-овощевод, почётный академик ВАСХНИЛ; 6 уч. 21 ряд
- Эйжен, Владимир Евгеньевич (1888—1941) — артист цирка, музыкальный эксцентрик, заслуженный артист РСФСР (1939); 2 уч. 1 ряд.
- Эйзенштейн, Сергей Михайлович (1898—1948) — режиссёр, сценарист, теоретик кино, классик мирового кинематографа, доктор искусствоведения, профессор ВГИКа; автор памятника Г. В. Нерода; 4 уч. 37 ряд.
- Эйсымонт, Виктор Владиславович (1904—1964) — кинорежиссёр, заслуженный деятель искусств РСФСР; 6 уч. 3 ряд.
- Эль-Регистан (1899—1945) — писатель, журналист, соавтор слов Гимна СССР; 2 уч. 29 ряд.
- Эмануэль, Николай Маркович (1915—1984) — физикохимик, академик АН СССР (1966), Герой Социалистического Труда (1981); 10 уч. 2 ряд.
- Энгельгардт, Владимир Александрович (1915—1984) — биохимик, специалист в области молекулярной биологии, академик АН и АМН СССР; 10 уч. 2 ряд.
- Эрдели, Ксения Александровна (1878—1971) — арфистка, народная артистка СССР; 1 уч. 14 ряд.
- Эренбург, Илья Григорьевич (1891—1967) — писатель, поэт, публицист; автор памятника И. Л. Слоним по рисунку Пабло Пикассо; 7 уч. пр.ст. 1 ряд.
- Эрн, Владимир Францевич (1882—1917) — философ, религиозный мыслитель; 3 уч. 53 ряд
- Эртель, Александр Иванович (1855—1908) — писатель; 2 уч. 14 ряд.
- Этуш, Владимир Абрамович (1922—2019) — актёр, народный артист СССР; 2 уч. 12 ряд, семейное захоронение.
- Эшпай, Андрей Яковлевич (1925—2015) — композитор, народный артист СССР; 9 уч. 2 ряд.